# Baradine
Baradine est un village australien situé dans la zone d'administration locale de Warrumbungle en Nouvelle-Galles du Sud.

## Géographie
Le village est établi dans l'Orana au centre-est de la Nouvelle-Galles du Sud, à 45 km au nord-ouest de Coonabarabran et à 490 km de Sydney.

## Histoire
La région était habitée à l'origine par les Gamilaroi.
Le village se développe à partir des années 1830 avec l'installation d'agriculteurs et éleveurs.

## Démographie
| 2011 | 2016 | 2021 |
| ---- | ---- | ---- |
| 762  | 760  | 783  |